# ایمر ملاساری
ایمر ملاساری ، روستایی است از توابع بخش مرکزی شهرستان گنبد کاووس در استان گلستان ایران است.

## جمعیت
این روستا در دهستان باغلی ماراما از توابع شهرستان گنبد کاووس قرار داشته و براساس سرشماری سال ۱۳۸۵جمعیت آن ۲٬۴۱۸نفر (۵۴۶خانوار) بوده است.